# Razorback Developments
 (juin 2020).
Si vous disposez d'ouvrages ou d'articles de référence ou si vous connaissez des sites web de qualité traitant du thème abordé ici, merci de compléter l'article en donnant les références utiles à sa vérifiabilité et en les liant à la section « Notes et références ».
Razorback Developments était un studio de développement de jeux vidéo de 2003 à 2012. Il était basé à Lewes. 

## Ludographie
- Hot Wheels: Stunt Track Challenge (2004)
- Lego Knights' Kingdom (2004)
- Bionicle: Maze of Shadows (2005)
- The Fairly OddParents! Clash with the Anti-World (2005)
- Alex Rider: Stormbreaker (2005)
- Warhammer 40,000: Glory in Death (2006)[2]
- Xiaolin Showdown (2007)
- Reiner Knizia’s Brainbenders (2008)
- Bella Sara (2008)
- The Chase: Felix Meets Felicity (2009)
- Dragonology (2009)
- Tap & Teach: The Story of Noah’s Ark (2010)